# Уголки (Айиртауський район)
Уголки́ (каз. Уголки) — станційне селище у складі Айиртауського району Північноказахстанської області Казахстану. Входить до складу Антоновського сільського округу.
Населення — 58 осіб (2021; 63 у 2009, 133 у 1999, 203 у 1989).
Національний склад станом на 1989 рік:
- росіяни — 54 %
- казахи — 23 %.